# Oracle AQ
Az informatikában Oracle AQ (Oracle Advanced Queuing) üzenetorientált köztesréteg szoftver, melyet az Oracle Corporation fejlesztett ki, és integrálta az Oracle adatbázisba.
Az AQ az adatbázis struktúrát aszinkron sor tárolójaként használja, számos Oracle központú és heterogén művelet elemeként. Az Oracle több termékébe is beépíti az AQ-t, ilyenek a következők:
- Oracle Data Guard
- Oracle Streams

Az Oracle Data Guard elsődleges adatbázisában a sor monitor folyamat (gyakran qmn0 néven fut) kommunikál az AQ-val.
Az Oracle adatbázis 9.2-es kiadásától fogva az AQ része a Standard Edition-nek és Enterprise Edition-nek, egyéb extra költség nélkül.
Az Oracle adatbázis 10.1-es kiadásától az AQ-t integrálták az Oracle Streams-be, és innentől a neve "Oracle Streams AQ".
Az Oracle AQ-t belső Java Message Service provider-ként használják az Oracle Enterprise Service Bus-ban. Továbbá az aszinkron üzenetküldésben (pont-pont közötti ill. Publish/Subscribe modellben) az Oracle AQ szintén lehetőség van üzenet transzformációra használni PL/SQL függvényeken keresztül ill. Java API-n keresztül is.
Az Oracle AQ elérhető az Oracle adatbázis minden kiadásában, beleértve az XE df-t is.

## Fordítás
Ez a szócikk részben vagy egészben  az   Oracle AQ című angol Wikipédia-szócikk ezen változatának fordításán alapul.  Az eredeti cikk szerkesztőit annak laptörténete sorolja fel. Ez a jelzés csupán a megfogalmazás eredetét és a szerzői jogokat jelzi, nem szolgál a cikkben szereplő információk forrásmegjelöléseként.